# Peregon
Peregon (russisk: Перегон) er en russisk spillefilm fra 2006 af Aleksandr Rogozjkin.

## Medvirkende
- Aleksej Serebrjakov som Jurtjenko
- Daniil Strakhov som Lisnevskij
- Anastasija Nemoljaeva som Irina Zareva
- Svetlana Stroganova som Valentina
- Jurij Itskov som Svist